# Pace dei trent'anni

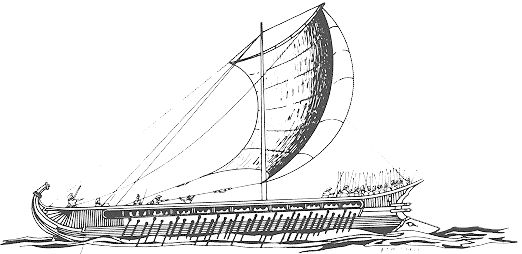
Le triremi che componevano la flotta di Atene, Corcira e Corinto

La pace dei trent'anni fu un trattato, firmato tra le poleis di Atene e di Sparta, nel 446 o 445 a.C., che pose fine al conflitto tra le due poleis durante la pentecontaetia, ovvero i 50 anni  (479-431) che separano le Guerre persiane dalla Guerra del Peloponneso. 
Lo scopo del trattato era il prevenire lo scoppio di un'altra guerra. In definitiva, però, il trattato di pace fallì nel raggiungere il suo obiettivo.

## Il trattato
Dopo la rivolta delle poleis euboiche contro l'impero ateniese, Atene decide di muovere le proprie forze per domare i ribelli. Arrivati sull'isola, però, gli Ateniesi vengono a scoprire della defezione di Megara dalla Lega delio-attica, in sostegno dei Megaresi si schierarono anche le forze peloponnesiache. Per poter continuare la guerra in Eubea Pericle è costretto a estinguere la minaccia spartana senza combattere, cedendo Megara e i suoi porti. Tali accordi vennero poi redatti e firmati nel 446/445 a.C. Atene fu obbligata a rinunciare a tutti i suoi possedimenti nel Peloponneso, che includevano i porti megaresi di Nisea e Pegae, più Trezene e Acaia in Argolide, mentre gli Spartani acconsentirono a permettere agli Ateniesi di mantenere Lepanto. 
Questo escludeva anche conflitti armati tra Sparta e Atene, se almeno una delle due voleva un arbitrato. Le poleis neutrali potevano schierarsi con l'una o con l'altra (cioè Sparta o Atene), e ciò significa che c'era una lista formale di alleati per ogni parte. Atene e Sparta avrebbero mantenuto tutti i loro territori durante lo svolgimento dell'arbitrato. Il trattato riconosceva anche la legittimità della lega delio-attica e della lega peloponnesiaca, un incoraggiamento per Atene e per il suo recente impero nel mar Egeo. 

## La ribellione di Samo
La pace dei trent'anni fu messa alla prova per la prima volta nel 440 a.C., quando Samo, potente alleato di Atene, si ribellò dalla sua alleanza con Atene. I ribelli si assicurarono velocemente l'appoggio del satrapo persiano e Atene si trovò a fronteggiare la prospettiva di altre rivolte nel suo impero. Se gli Spartani fossero intervenuti in quel momento avrebbero potuto distruggere gli Ateniesi, che erano vulnerabili; comunque, quando gli Spartani convocarono un'assemblea per decidere se dovevano far guerra ad Atene o meno, il congresso decise di non muovere guerra. I Corinzi in particolare si distinsero nella loro opposizione alla guerra con Atene.

## La fine della pace
La pace dei trent'anni, comunque, durò solo 13 anni, finendo quando Sparta dichiarò guerra ad Atene. Durante la pace gli Ateniesi presero provvedimenti per compromettere la tregua. Atene partecipò alla disputa tra Epidamno e Corcira nel 435 a.C., che fece infuriare Corinto, che era alleata di Sparta. Gli Ateniesi sanzionarono Megara, alleata di Sparta, a seguito della sua partecipazione al conflitto tra Epidamno e Corcira. 
La guerra tra Corcira e Corinto turbò la pace e fu una delle cause immediate della sua fine e dello scoppio della guerra del Peloponneso. La contesa riguardava la piccola e lontana colonia greca di Epidamno: Corcira chiese aiuto ad Atene. Esistevano tre flotte degne di nota in Grecia: quella ateniese, quella corfiota e quella corinzia; se i Corinzi avessero preso il controllo della flotta corfiota Atene avrebbe visto due flotte riunirsi in una e avrebbe dovuto combattere sia la flotta corfiota sia quella peloponnesiaca; se Atene accettava la richiesta corfiota di unire le forze, sarebbe stata in grado di combattere la flotta peloponnesiaca coll'aiuto corfiota. Corinto però ribatteva che, sebbene nel trattato fosse detto che ogni città indipendente poteva allearsi con chi voleva, ciò non valeva per coloro che si alleavano da una parte per danneggiare l'altra.
La decisione ateniese fu di entrare in un'alleanza solo difensiva (epimachia) invece che in un'alleanza completa, sia difensiva sia offensiva, che era normale in Grecia (simmachia), che fu proposta; questa fu la prima relazione di questo tipo conosciuta nella storia greca.
Questa decisione portò alla guerra coi Corinzi. 
La battaglia di Sibota fu una delle battaglie che conclusero la guerra: gli Ateniesi furono forzati a combattere i Corinzi e ciò, in seguito, deteriorò la pace.
Nel 432 a.C., Atene attaccò Potidea, che era sua alleata ma colonia corinzia. Queste dispute spinsero gli Spartani a dichiarare che gli Ateniesi avevano violato il trattato, dichiarando loro guerra. A questo punto la pace dei trent'anni finì e iniziò la seconda guerra del Peloponneso (comunemente conosciuta come guerra del Peloponneso).